# 엘리즈 녹스

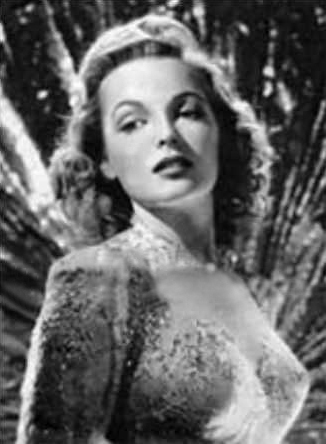

엘리즈 녹스(Elyse Knox, 1917년 12월 14일 ~ 2012년 2월 16일)는 미국의 배우, 모델, 영화배우이다.
하트퍼드에서 태어났으며 로스앤젤레스에서 사망하였다. 사인은 질병이다.

## 영화
- 린다 비 굿 (1947년)
- 검은 황금 (1947년)
- 폴로우 더 보이즈 (1944년)
- 돈 윈슬로 오브 더 코스트 (1943년)
- 미이라의 무덤 (1942년)
- 올-아메리칸 코-에드 (1941년)
- 릴리언 러셀 (1940년)
- 웨이크 업 앤 라이브 (1937년)